# Luís Mendes de Vasconcellos
Luís Mendes de Vasconcellos (Lisboa, 1542/1543 o 1550-Malta, 7 de marzo de 1623) era un militar, escritor y político portugués, fue el 55.º Gran maestre de la Orden de Malta.
Era padre de Joanne Mendes de Vasconcelos.

## Libros
- Do sítio de Lisboa: diálogos, 1608
- Arte militar, 1612